# فيلق الجيش الرابع (الفيرماخت)
الفيلق الرابع (IV. كان Armeekorps) قيادة على مستوى الفيلق للجيش الألماني ( الفيرماخت ) قبل وأثناء الحرب العالمية الثانية.

## التاريخ
تم تشكيل فيلق الجيش الرابع في 1 أكتوبر 1934 في Wehrkreis IV (المنطقة العسكرية الرابعة) في دريسدن من خلال توسيع فرقة المشاة الرابعة للرايخويهر.
تم تدميره في معركة ستالينجراد في 31 يناير 1943 وتم إعادة تشكيلها في 20 يوليو 1943. تم تدمير الفيلق مرة أخرى في أغسطس 1944 خلال هجوم السوفييت - كيشينيف وقتل قائدها. أعيد تصميم الفيلق ليكون فيلق بانزر الرابع في 10 أكتوبر 1944. 

## منطقة العمليات
- بولندا (سبتمبر 1939 - مايو 1940)
- فرنسا (مايو 1940 - يونيو 1941)
- الجبهة الشرقية، القطاع الجنوبي (يونيو 1941 - أكتوبر 1942)
- ستالينجراد (أكتوبر 1942 - يناير 1943)
- الجبهة الشرقية، القطاع الجنوبي (يوليو 1943 - أكتوبر 1944) [2]

## القادة
- الجنرال دير إنفانتير فيلهلم لست، (1 أكتوبر 1935 - 4 فبراير 1938)
- جنرال دير إنفانتري فيكتور فون شويدلر، (4 فبراير 1938 - 1 نوفمبر 1942)
- الجنرال دير بايونير إروين جانيك (1 نوفمبر 1942 - 17 يناير 1943)
- جنرال دير أرتيليري ماكس بيفر، (17 - 31 يناير 1943)
- الجنرال دير إنفانتري فريدريش ميث، (20 يوليو 1943 - 10 أكتوبر 1944) كيا في 2 سبتمبر 1944